# 高陇镇
高陇镇，是中华人民共和国湖南省株洲市茶陵县下辖的一个乡镇级行政单位。

## 历史沿革
1932年，中华民国政府设立高陇乡，中华人民共和国成立后，该乡属于茶陵县第三区，1984年，升格为高陇镇，2001年，原湘东乡并入高陇镇。

## 行政区划
高陇镇下辖以下地区：
高陇社区、光明村、星高村、石床村、荔市村、松江村、光泉村、龙集村、星丰村、古城村、庄田村、仁源村、石冲村、马渡村、白陇村、水头村、长兴村和九渡村。